# 泉工医科工業
泉工医科工業株式会社（せんこういかこうぎょう、英語：SENKO MEDICAL INSTRUMENT Mfg. CO., LTD.）は、東京都文京区に本社を置く医療機器メーカーである。

## 概要
国産初となる「人工心肺装置」「循環麻酔器」を発売し、循環器製品から整形外科製品に至るまで人工心肺装置、人工肺、人工弁に代表される人工臓器およびディスポーザブル製品の製造販売を行っており、IABP、ECMOなどの補助循環装置や手術室で使用される電気メス、麻酔システムなどの製造・販売を手掛けている。

## 沿革
- 1940年　故青木利三郎、青木器械店創業。
- 1950年　泉工医科工業(株)設立、国産第一号の陽圧閉鎖循環麻酔器発売。
- 1953年　中山式胃腸縫合器発売、国産初の人工心肺装置発売。
- 1954年　国産初の人工腎臓装置完成。
- 1965年　国産初の人工心臓弁　SAM弁完成、中山式血管吻合器はドイツ国ベルツ賞（最高医学賞）、及び スイス国最高医科器械発明賞を受賞。
- 1971年　初代社長・故青木利三郎紫綬褒章受章。
- 1975年　第50回日本医科機械学会大会長に業者として初めて選出される。
- 1979年　初代社長故青木利三郎、会長に就任。青木由雄専務、二代目社長に就任。
- 1984年　世界初シリコン中空糸膜型人工肺発売。
- 1985年　米国立保健研究所（National Institutes of Health）の新生児高頻度人工呼吸器開発プロジェクトに当社ハミングバードが採用される。
- 1991年　膜型人工肺エクセランバインディングHPO-25　グッドデザイン賞を受賞。
- 1996年　フィリピン　セブ島にMERA SENKO CORPORATIONを設立。
- 2000年　創立50周年を迎える。
- 2001年　ISO 9000認証取得、ISO 9001認証取得、ISO 13485認証取得。
- 2007年　青木由雄社長が会長に就任。青木眞副社長、三代目社長に就任。
- 2008年　経済産業省「元気なモノ作り中小企業300社2008年度」受賞
- 2013年　本社第三別館竣工。
- 2016年　岡山県に「岡山物流センター」を開設
- 2017年　青木眞社長が会長に就任。青木正人副社長、四代目社長に就任。新研究開発センター　竣工

出典：

## 営業所・拠点
- 春日部工場／メンテナンス・商品管理
- 研究開発センター
- 札幌支店（札幌）
- 東北支店（青森、盛岡、仙台、福島）
- 関東支店（つくば、埼玉、松本、新潟）
- 東京支店（東京、横浜）
- 中部支店（名古屋、金沢、静岡）
- 関西支店（大阪）
- 中四国支店（広島、岡山、高松）
- 九州支店（福岡、鹿児島）
- 出典：[2]

## 関連会社
- 泉工医科貿易株式会社
- センシンメディカル株式会社
- 株式会社ユダ・メディカル・サービス
- メラ・センコーコーポレーション（フィリピン）